# Rhizostoma
Genre
Rhizostoma est un genre de méduses de la famille des Rhizostomatidae.

## Liste d'espèces
Selon World Register of Marine Species (17 janvier 2015) et ITIS (17 janvier 2015) :
- Rhizostoma luteum Quoy & Gaimard, 1827
- Rhizostoma octopus Mayer, 1910 - parfois considérée comme la variété atlantique de l'espèce méditerranéenne Rhizostoma pulmo.
- Rhizostoma pulmo Macri, 1778

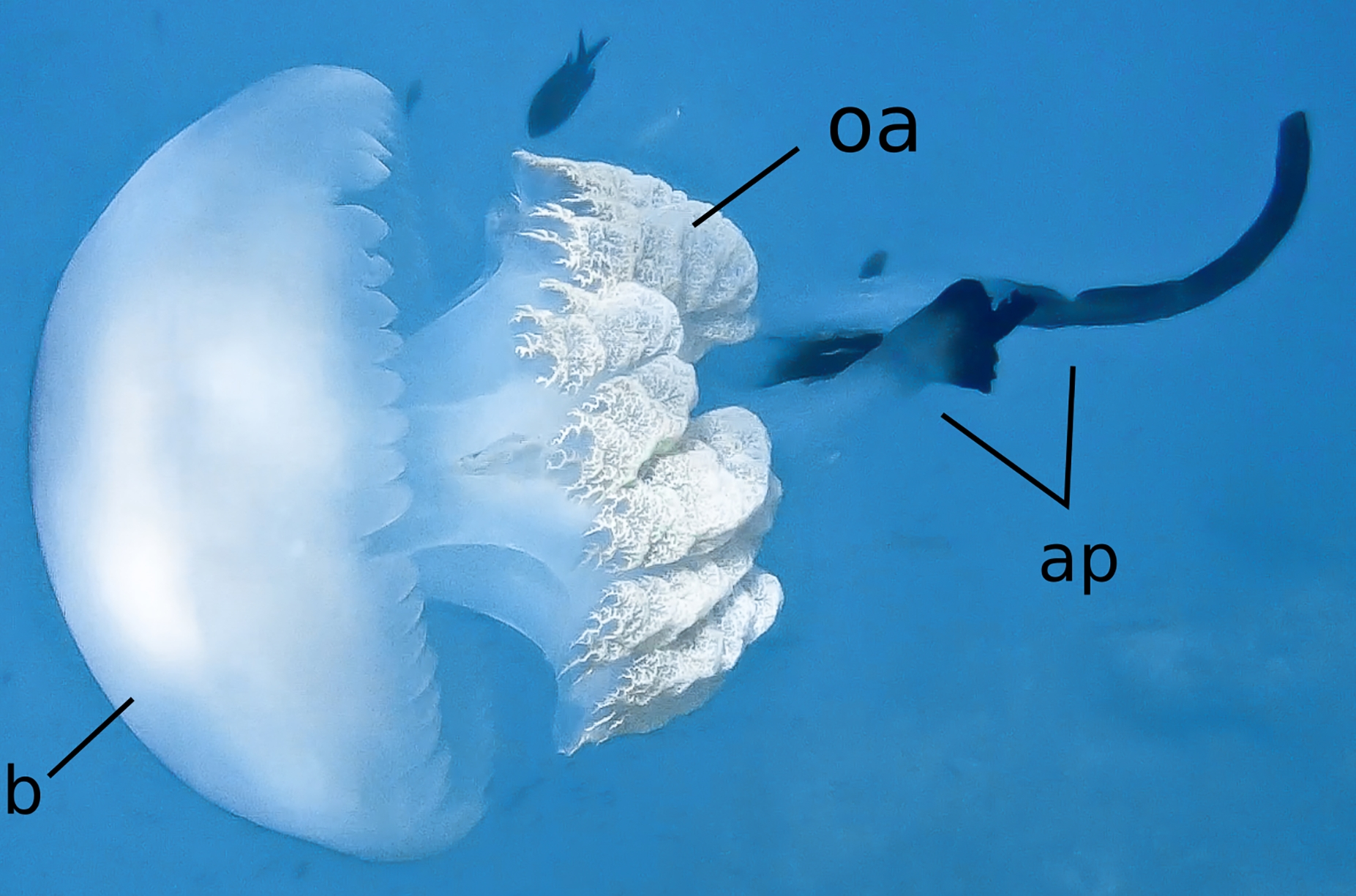
Rhizostoma luteum
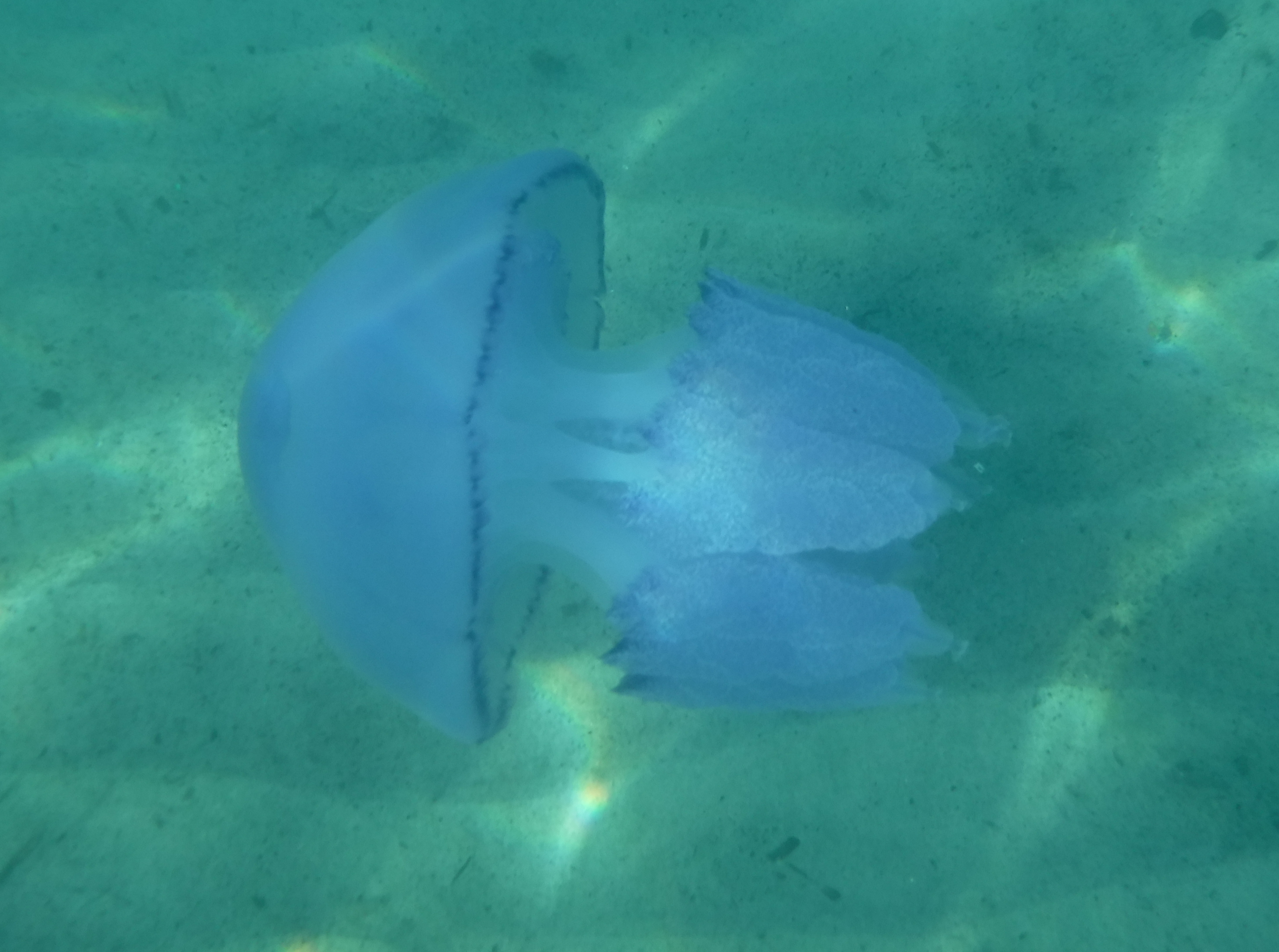
Rhizostoma octopus
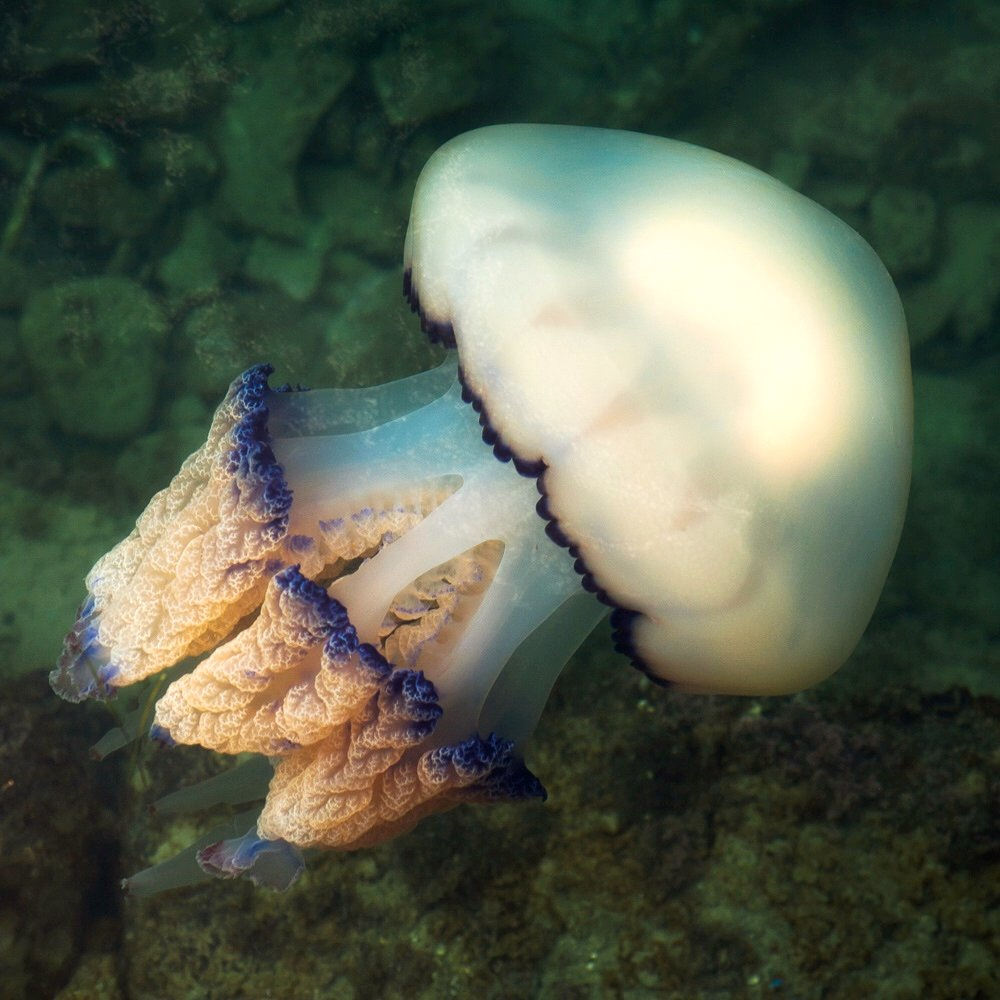
Rhizostoma pulmo